# Holy Magic Century
Holy Magic Century (Ook bekend als Eltale Monsters in Japan en als Quest 64 in Noord-Amerika) is een computerspel ontwikkeld door het Japans bedrijf Imagineer voor het platform Nintendo 64. Het computerrollenspel (RPG) verscheen voor het eerst in Noord-Amerika op 1 juni 1998. In Europa kwam het spel op 30 september 1998 op de markt.

## Spel
Het spel speelt zich af in Celtland, een fantasiewereld in de Middeleeuwen. Het hoofdpersonage Brian is een beginnende magiër die op zoek is naar zijn vader. Brians vader verliet het klooster zeer plotseling op zoek naar een dief die het "Eletale Book" heeft gestolen. Door het verzamelen van edelstenen kan Brian het ten slotte opnemen tegen de eindbaas.

## Ontvangst
Het spel ontving gemiddelde recensies. Men prees de graphics en het spreukensysteem, maar kritiek was er op het ontbreken van diepgang in het verhaal en spel.

## Demake
Begin 2000 verscheen het spel Elemental Tale: Jack no Daibouken ~Daimaou no Gyakushū~, een demake van het originele spel voor de Game Boy Color. In Noord-Amerika stond het spel bekend als Quest: Brian's Journey en in Europa werd het spel uitgebracht ook onder de titel Holy Magic Century.